# Abraeomorphus minutissimus
Abraeomorphus minutissimus är en skalbaggsart som först beskrevs av Edmund Reitter 1884.  Abraeomorphus minutissimus ingår i släktet Abraeomorphus och familjen stumpbaggar. Inga underarter finns listade i Catalogue of Life.